# Época (revista russa)
Época (em russo:Эпо́ха) foi uma revista literária fundada pelos irmãos Dostoiévski: Fiódor e Mikhail, com sede na cidade de São Petesburgo. Lançada em janeiro de 1864, a publicação tinha como editor-chefe, Mikhail Dostoiévski e Fiódor Dostoiévski era apenas um colaborador, assim como: Apollon Grigóriev, Strákhov Nikolay, Ivan Turgenev, Nikolai Leskov, Vsevolod Krestovsky e outros. Foi em "Época" que Fiódor lançou suas obras, Notas do Subterrâneo e O Crocodilo.
Com a morte de Mikhail Dostoiévski, no final do ano de 1864, Fiódor Dostoiévski assume a direção do periódico, porém, sem o sucesso financeiro da primeira revista que lançaram (Tempo) e o acumulo de empréstimo, o periódico encerra suas atividades em fevereiro de 1865. 